# Aridaeus heros
Aridaeus heros är en skalbaggsart som beskrevs av Francis Polkinghorne Pascoe 1866. Aridaeus heros ingår i släktet Aridaeus och familjen långhorningar. Inga underarter finns listade.